# إدارة تكلفة المشروع
إدارة تكلفة المشروع (PCM) هي عبارة عن طريقة تستخدم التكنولوجيا لحساب التكلفة والإنتاجية من خلال دورة الحياة الكاملة للمشروعات على مستوى المؤسسة.[بحاجة لمصدر]
وتشتمل إدارة تكلفة المشروع على العديد من وظائف إدارة المشروعات المحددة والتي تشتمل على عمليات التقدير ووحدات التحكم في الوظيفة وتجميع المصادر الميدانية ووضع خطة زمنية والحسابات والتصميم.
وعند البدء بعمليات التقدير، وهي أداة حيوية في إدارة تكلفة المشروع، يتم استخدام البيانات القديمة الفعلية لوضع خطة دقيقة لجميع جوانب المشروع.